# Hermandad de la Vera Cruz (Arahal)
La Hermandad de la Santísima y Vera Cruz y Cofradía de Nazarenos del Santísimo Cristo del Amor, Nuestra Madre y Señora de la Piedad, María Santísima del Rosario en sus Misterios Dolorosos, Santa María Magdalena y Santa Elena es una hermandad de Arahal, Sevilla, España.

## Historia

### Datos y especulaciones sobre la primitiva Hermandad de la Vera Cruz de Arahal
A la hora de poner en orden los deslavazados datos que nos han llegado del nacimiento y desenvolvimiento de la antigua Hermandad de la Vera-Cruz de Arahal, y convertir éstos en hitos entre los cuales en tiempo venideros, podamos intercalar los que nos ofrezca una posterior investigación, nos hemos encontrado con que, hasta ahora, y quizá debido al tiempo que hace que dicha cofradía no tiene vida, es la de esta ciudad a la que se le ha dedicado menos estudio, o si se le ha hecho, desgraciadamente no nos es conocido.
Trasladándonos a los inicios nos situamos en una Europa que resurge del medievo y se impregna de la nueva corriente humanista. España patrocina la empresa colombina y se inicia la colonización que favorecerá de forma especial a la ciudad de Sevilla y su entorno. Arahal logra la emancipación administrativa de Morón de la Frontera, por lo que se suceden pleitos con la casa de Ureña y se constituye el primer ayuntamiento en 1615.
Las hermandades de culto de la Verdadera Cruz se engendran en un determinado estamento social. Este tipo de Cofradías es calificado por el antropólogo Isidoro Moreno como grupales, de estructura horizontal y de clase. Así tenemos el ejemplo de la de Sevilla, que se constituye para conmemorar el hallazgo en Jerusalén de la Verdadera Cruz del Redentor, estableciendo la pureza de sangre a sus hermanos hasta varias generaciones anteriores. No fue en vano que Pizarro cuando recibió los títulos, entre otros de gobernador y alguacil mayor y consiguió escudo de armas, fundó en Lima en 1540, la Archicofradía de la Vera-Cruz.
En Arahal, existía una incipiente casta, originaria de descendientes de artesanos y labradores enriquecidos, que consiguieron la hidalguía, a través de los llamados litigios de nobleza. En este grupo social nace una corporación con el título de la Vera-Cruz, cuyo principal fin fue dar culto a Cristo crucificado y ejercer la caridad. Su fundación tuvo lugar en la iglesia parroquial de la Magdalena, en torno a una imagen esculpida expresamente por Martín de Oviedo en 1592. De allí paso a la capilla bautizada con el mismo título. Pocos años después en 1603, le fue concedida la Bula de la Santa Cruzada, auto mediante el que el Papa otorgaba privilegios y títulos, y corría 1610 cuando le llegó la Aprobación Real.
La contrarreforma favorecerá el nacimiento y auge de este tipo de corporaciones, se fundan hermandades que en Semana Santa constituyen verdaderas expresiones colectivas y populares del catolicismo, más allá de la propia liturgia. Títulos de cofradías de los más extendidos fueron los del Dulce Nombre, Columna y Azotes, Santa Caridad y Vera-Cruz.
Durante el siglo XVII y la primera mitad del XVIII, la cofradía de la Vera-Cruz, desarrolló su vida de culto y beneficencia con normalidad y brillantez, tal como se desprende de las actas de la visitas pastorales a la villa. En 1720 se inició un contencioso con la Hermandad de la Santa Caridad y Misericordia por cuestiones protocolarias y de precedencia en la procesiones parroquiales. También conocemos detalles de sus propiedades, gracias a un inventario fechado en 1805, en el que se referencia:

…la Vera-Cruz poseía cuatro altares, que tres de ellos son muy decentes, púlpito de hierro y demás. Que todos los templos de esta villa están entorno a ella, excepto dos, y de ellos dicha iglesia de la Santa Vera-Cruz se halla más en el centro, y en sitio más principal que las otras, por lo que y lo antes expresado se halla muy frecuentada de fieles…

De su afianzamientos y su desahogo económico nos habla el mismo inventario:

…Se tiene por bienes de dicha hermandad parte del terreno que hoy ocupa la citada ermita, (…), como también una casa pequeña contigua a dicha ermita en que tiene su habitación el capiller de ella…

Además de la magnífica imagen del crucificado, se mencionan en la relación: una imagen de la Virgen de los Remedios, y otras de Santa Elena, San Francisco de Paula, San Isidro Labrador y San Juan de Letrán, enseres de plata para el exorno de la propia capilla e imágenes, cálices, patenas, faroles, estandartes, cruces, libros con su historia, el último de ellos fechado en 1699.
En 1755 se produce el Terremoto de Lisboa, la capilla es el edificio religioso arahalense más perjudicado por el seísmo. Hecho trascendental, ya que meses después, concretamente el 11 de abril del año siguiente, su cabildo de oficiales toma el acuerdo de la disolución de la histórica corporación. Desde la perspectiva histórica, podemos observar que esta muerte súbita, por una u otra causa, curiosamente fue muy común en las asociaciones cruceras. La mayoría de ellas guardan en las páginas de su historia tras periodos de esplendor, etapas en las que languidecieron, en muchos casos hasta desaparecer para siempre.
En la iglesia destruida existía otra hermandad denominada del Rosario y Caridad con los Pobres Difuntos, con altar propio frente a la puerta principal. El primordial fin de la corporación era:

…sacar el Rosario por las calles de esta villa a prima noche entonando la salutación Angélica, (…) y sepultar los cadáveres de los pobres de solemnidad…

Esta Hermandad, aprovechando la devoción de la que disfrutaba el Cristo de la Vera-Cruz y ser muy reconocida la labor social que realizaba, en 1780 reclamando limosnas al pueblo, acometió la reedificación del templo. El nuevo edificio de planta central, es una singular muestra del barroco sevillano tardío, destacando especialmente su portada de ladrillo tallado. Más tarde en 1805, don José Soriano Fontiveros fue nombrado patrono protector de la iglesia y la mantuvo abierta al culto. En el fatídico 1936, fue saqueada e incendiados sus imágenes y enseres, incluido el crucificado titular del que la hermandad conserva una parte de un pie y una mano.

### Pequeña reseña de la historia de la actual Hermandad de la Vera-Cruz
En 1988 un grupo de cofrades de la localidad, ponen en marcha la idea de constituir una nueva hermandad para este pueblo, que ocupase un nuevo espacio, con formas diferentes y renovados fines, sin olvidar las referencias al espíritu cultural y generoso de aquella antigua corporación. Así el 11 de mayo de 1989, los señores José Manuel Camacho Cintado, José Francisco Gago Bohórquez, Juan Carlos Lobato Cala y Francisco Cano Mena, se reúnen en la casa del primero, con carácter formal, para poner en marcha el proyecto, redactando una carta a don José Quirós Rodríguez, párroco de Santa María Magdalena, mediante la que se le exponen las características de la empresa y los fines fundacionales específicos, siendo recibidos por el párroco de Santa María Magdalena en el mes de agosto. Una semana más tarde, los promotores; Rafael Lobato García, Juan Carlos Gago Bohórquez, José Francisco Gago Bohórquez, José Manuel Bermúdez Rodríguez, Juan Carlos Lobato Cala y Francisco Ortiz Calero, se vuelven a reunir y nace la Asociación de Cofrades por Hermandad de la Vera Cruz. Pocos meses después se celebra una asamblea más nutrida y en ella es elegida la primera Junta Gestora, que la constituyeron los señores Juan Carlos Lobato Cala, José Francisco Gago Bohórquez, Francisco Cano Mena, Manuel Bermúdez Rodríguez y Romualdo Fernández Parejo.
El 20 de noviembre de 2004, una vez restaurada la iglesia de la Veracruz, es dedicada al culto por el Cardenal Arzobispo de Sevilla Fray Carlos Amigo Vallejo, el mismo día es Bendecida la imagen de María Santísima del Rosario en sus Misterios Dolorosos.

## Cultos de la Hermandad
Todos los años en la primera semana de Cuaresma, se celebra Solemne Quinario en Honor del Santísimo Cristo del Amor y Nuestra Madre y Señora de la Piedad, terminando el sexto día con Función Principal de Instituto.
El viernes anterior al Viernes de Dolores la venerable imagen de Nuestra Madre y Señora de la Piedad, está expuesta en Devoto Besamano durante todo el día.
El Viernes de Pasión estará expuesto en devoto besapié el Santísimo Cristo del Amor, realizándose a la conclusión de este solemne traslado del Señor a su paso de salida.
Dado que la hermandad conmemora la Pasión y Muerte de Nuestro Señor Jesucristo, celebra solemne y devota Estación de Penitencia cada año el Miércoles Santo, siendo el principal acto de culto externo de la misma. Se cuidarán los hermanos de que en él se guarde el mayor recogimiento, compostura y piedad para dar auténtico testimonio de fe.
En octubre en la festividad de Nuestra Señora del Rosario, la hermandad celebra Solemne Función y Besamano en honor a María Santísima del Rosario en Sus Misterios Dolorosos.